# Fregaty rakietowe typu Adelaide
Fregaty rakietowe typu Adelaide – typ sześciu australijskich fregat rakietowych, zbudowanych w latach 1978–1992 dla Royal Australian Navy, będący zmodyfikowaną wersją amerykańskich fregat typu Oliver Hazard Perry.

## Historia rozwoju
W latach siedemdziesiątych XX wieku, dowództwo Royal Australian Navy planowało wprowadzić do służby nowy typ okrętów w  celu zastąpienia przestarzałych jednostek typu Daring i typu River. Rozważano dwie opcje zakupowe, pierwszą był zakup brytyjskich niszczycieli rakietowych typu 42, a drugą amerykańskie fregaty typu Oliver Hazard Perry. Finalnie zdecydowano się zakupić i wybudować na licencji fregaty typu Oliver Hazard Perry.
W kwietniu 1974 roku zatwierdzona została decyzja o nabyciu od Stanów Zjednoczonych dwóch jednostek. W 1977 zamówienie rozszerzono o zakup dodatkowych dwóch okrętów. Wszystkie jednostki konstruowane były w stoczni w Seattle, w stanie Waszyngton, należącej do Todd Shipyards Corporation (obecnie Todd Pacific Shipyards Corporation).
Pierwszy okręt HMAS „Adelaide” (FFG-01), którego budowa rozpoczęła się w lipcu 1977 roku zwodowano w czerwcu 1978 roku. Stępka pod drugą jednostkę położona została w marcu 1978 roku, a kadłub wodowany został w grudniu tego samego roku. W służbie we flocie australijskiej okręt otrzymał nazwę HMAS „Canberra” (FFG-02). Budowa trzeciej fregaty HMAS „Sydney” (FFG-03) rozpoczęła się w styczniu 1980 roku. Jednostka opuściła suchy dok we wrześniu tego samego roku. Powyższe okręty wybudowane zostały w wersji „krótkokadłubowej” (krótszym lądowiskiem śmigłowca). 
Czwarta fregata HMAS „Darwin” (FFG-04) wybudowana została od podstaw zgodnie z założeniami projektu „długokadłubowego” (dłuższym lądowiskiem śmigłowca) i stanowiła australijską, podstawową linię rozwojową, do której w późniejszym okresie przebudowano pierwsze trzy jednostki. Prace przy HMAS „Darwin” (FFG-04) ruszyły w lipcu 1981 roku. Fregata zwodowana została w marcu 1982 roku. Wszystkie cztery jednostki weszły do służby w latach 1980–1984.
W 1983 roku australijski rząd podjął decyzję o budowie kolejnych dwóch fregat, które tym razem miały zostać skonstruowane w Australii, zgodnie z projektem HMAS „Darwin” (FFG-04). Ostatecznie okręty zbudowano w australijskich stoczniach. Stępka pod pierwszy z dodatkowych okrętów – HMAS „Melbourne” (FFG-05) położona został w lipcu 1985, natomiast kadłub zwodowano w maju 1989 roku. Budowa drugiej jednostki HMAS „Newcastle” (FFG-06) ruszyła w lipcu 1989 roku, a wodowanie odbyło się w lutym 1992 roku. Obie fregaty weszły do służby w latach 1992–1993 i skonstruowane zostały w stoczni w Williamstown w stanie Wiktoria.

### Modernizacja okrętów
Od 1987 roku prowadzone były dyskusje na temat modernizacji jednostek typu Adelaide w przyszłości. W 1993 roku zainicjowano program modernizacji fregat Upgrade Project, znanego także jako program SEA 1390. 
W 1994 roku oficjalnie rozpoczęto program modernizacyjny. W wyniku prowadzonego konkursu, wybrane zostały firmy TDS (obecnie Tenix Defence) oraz ADI Limited (obecnie Thales Australia). Firmy w latach 1995–1998 przeprowadziły pierwszą fazę projektu SEA 1390, polegającą na opracowaniu planów przebudowy okrętów typu Adelaide, m.in. poprzez wprowadzenie nowego systemu dowodzenia oraz radaru dozoru powietrznego, uzbrojenie okrętów w ulepszone pociski przeciwlotnicze oraz zainstalowanie nowych systemów hydrolokacyjnych.
Druga faza projektu SEA 1390 obejmowała implementację modyfikacji. W listopadzie 1998 roku firma ADI Limited wygrała przetarg na realizację tej części programu i w czerwcu 1999 roku podpisała kontrakt wart 900 milionów dolarów australijskich. Wprowadzenie nowych elementów zwiększyło wyporność do 4200 ton, co wymagało przystosowania jednostek w zakresie stabilności.
Prace nad drugą fazą rozpoczęły w 1999 roku. Planowano, że modernizacji poddane zostaną wszystkiefregaty. Przebudowa pierwszej jednostki miała rozpocząć się pod koniec 2002 roku, a jej powrót do służby miał nastąpić w maju 2003 roku. Ostatnia unowocześniona fregata miała zostać odebrana w grudniu 2005 roku. Po rozpoczęciu fazy implementacji ruszył etap trzeci, obejmujący przeprowadzenie studiów z zakresu możliwości zastąpienia pocisków przeciwlotniczych serii SM-1MR ulepszoną konstrukcją SM-2MR. Czwarta faza skupiała się na wprowadzeniu nowych pocisków. W lipcu 2004 roku firma ADI Limited wygrała przetarg na dostosowanie modernizowanych okrętów typu Adelaide do nowych rakiet i podpisała kontrakt wart 420,5 miliona dolarów australijskich. Modernizacja ta miała zakończyć się na początku 2009 roku.  Dodatkowo okręty te wyposażono w wyrzutnię Mark 41 Vertical Launching System.
W listopadzie 2003 roku, najprawdopodobniej z powodu kłopotów z realizacją programu, zdecydowano, że dwa pierwsze okręty typu Adelaide nie zostaną poddane modernizacji i przeznaczone będą do wycofania ze służby. Przebudową tym samym objęto tylko cztery okręty. Modernizacja odbywała się w latach 2002–2009.

## Służba okrętów
Wycofywanie fregat rozpoczęto w roku 2005, wycofując okręt HMAS „Canberra”. W 2019 roku wycofano dwie ostatnie fregaty o numerach FFG-05 oraz FFG-06, które w 2020 sprzedano dla Marynarki Wojennej Chile. Okręty te zostały zastąpione przez nową generację niszczycieli rakietowych typu Hobart oraz fregat rakietowych typu ANZAC.
W 2020 roku Armada de Chile przejęła dwa okręty: HMAS „Melbourne”, który 15 kwietnia 2020 wcielony do służby w tamtejszej marynarce wojennej i przemianowany na „Almirante Latorre” (FFG-14) oraz „HMAS Newcastle”, który został wcielony do służby tego samego dnia co pierwsza jednostka i przemianowany na „Capitán Prat” (FFG-11).
W 2018 Polska prowadziła zaawansowane rozmowy w sprawie zakupu od Australii dwóch okrętów tego typu w celu utrzymania zdolności bojowej polskiej Marynarki Wojennej. W sierpniu 2018 roku decyzją ówczesnego premiera Mateusza Morawieckiego negocjacje te zostały zerwane; w prasie fachowej okoliczności tego zostały określone jako skandaliczne i prowadzące do fiaska próby wzmocnienia polskiej floty.

## Opis techniczny

### Uzbrojenie
Na uzbrojenie fregat rakietowych typu Adelaide (prócz okrętów FFG-01 i FFG-02) składają się:
- wyrzutnia pocisków rakietowych Mk 13 Mod. 4 GMLS (Guided Missile Launching Systems) dla:
  - przeciwokrętowych pocisk manewrujący RGM-84L Harpoon Block 2
  - rakiet RIM-66L-2 Standard MR
- wyrzutnia Mk 41 dla rakiet RIM-162 Evolved Sea Sparrow;
- armata uniwersalna Mk 75 kalibru 76 mm;
- system CIWS Phalanx Block 1B;
- 2 wyrzutnie torpedowe kalibru 324 mm, dla torped Mk 32 Mod 5/Mod 7 oraz MU-90 Impact.

### Systemy elektroniczne i sensory
Na systemy fregat rakietowych typu Adelaide (prócz okrętów FFG-01 i FFG-02) składają się:
- radar dozoru powietrznego AN/SPS-49A(V)1;
- radar dozoru nawodnego i nawigacyjny AN/SPS-55;
- zmodyfikowany radar AN/SPG-60 STIR (Separate Tracking and Illuminating Radar) systemu kierowania ogniem model Mk 92 kierowania ogniem armaty Mk 75 oraz rakiet Standard MR i RIM-162B ESSM;
- kadłubowa stacja hydrolokacyjna Thales Underwater Systems model UMS 4131;
- kadłubowa stacja hyfrolokacyjna Thales Underwater Systems model TSM 5424;

- system walki elektronicznej Rafael Advanced Defense C-Pearl-DV;

- 2 wyrzutnie celów pozornych kalibru 130 mm Mk 137;
- 2 wyrzutnie celów pozornych LRCR;
- 4 wyrzutnie celów pozornych Mk 234 Nulka;
- holowany, pasywny system elektro-akustyczny AN/SLQ-25 Nixie;
- sonar holowany Thales Underwater Systems Albatros.

## Użytkownicy

### Australia
| Numer burtowy         | Nazwa                 | Wejście do służby     | Wycofanie ze służby   | Zdjęcie               | Uwagi                                         |
| Royal Australian Navy | Royal Australian Navy | Royal Australian Navy | Royal Australian Navy | Royal Australian Navy | Royal Australian Navy                         |
| --------------------- | --------------------- | --------------------- | --------------------- | --------------------- | --------------------------------------------- |
| FFG-01                | HMAS „Adelaide”       | 1980                  | 2008                  |                       | Zatopiony w 2011 roku jako wrak do nurkowania |
| FFG-02                | HMAS „Canberra”       | 1981                  | 2005                  |                       | Zatopiony w 2009 roku jako wrak do nurkowania |
| FFG-03                | HMAS „Sydney”         | 1983                  | 2015                  |                       |                                               |
| FFG-04                | HMAS „Darwin”         | 1984                  | 2017                  |                       |                                               |
| FFG-05                | HMAS „Melbourne”      | 1992                  | 2019                  |                       | Sprzedany do Chile                            |
| FFG-06                | HMAS „Newcastle”      | 1993                  | 2019                  |                       | Sprzedany do Chile                            |

### Chile
| Numer burtowy   | Nazwa               | Wejście do służby | Wycofanie ze służby | Uwagi                                                                     |
| Armada de Chile | Armada de Chile     | Armada de Chile   | Armada de Chile     | Armada de Chile                                                           |
| --------------- | ------------------- | ----------------- | ------------------- | ------------------------------------------------------------------------- |
| FFG-11          | „Capitán Prat”      | 2020              | w służbie           | Ex. HMAS „Melbourne”, w służbie Royal Australian Navy w latach 1992-2019. |
| FFG-14          | „Almirante Latorre” | 2020              | w służbie           | Ex. HMAS „Newcaslte”, w służbie Royal Australian Navy w latach 1993-2019. |